# Национални пут Јапана 175
Национални пут Јапана 175 је Национални пут у Јапану, пут број 175, који спаја градове Акаши у префектури Хјого и Маизуру, у префектури Кјото укупне дужине 126,4 км.

## Везе са главног пута
- Национални пут Јапана 2
- Национални пут Јапана 372
- Национални пут Јапана 427
- Национални пут Јапана 176
- Национални пут Јапана 9
- Национални пут Јапана 429
- Национални пут Јапана 178
- Национални пут Јапана 27